# Gaz de France Stars 2004
Il Gaz de France Stars 2004 è stato un torneo di tennis giocato sul sintentico indoor. È stata la 1ª edizione del Gaz de France Stars, che fa parte della categoria Tier III nell'ambito del WTA Tour 2004. Si è giocato a Hasselt in Belgio, dal 27 settembre al 3 ottobre 2004.

## Campionesse

### Singolare
Elena Dement'eva ha battuto in finale  Elena Bovina con il punteggio di 0–6, 6–0, 6–4

### Doppio
Jennifer Russell /  Mara Santangelo hanno battuto in finale  Nuria Llagostera Vives /  Marta Marrero con il punteggio di 6–3, 7–5